# Станички
Станички — деревня в Смоленском районе Смоленской области России. Входит в состав Пригорского сельского поселения. Население — 138 жителей (2010 год).
Расположена в западной части области в 8 км к югу от Смоленска, в 0,1 км южнее автодороги А141 Орёл — Витебск. В 13 км юго-восточнее деревни расположена железнодорожная станция Тычинино на линии Смоленск — Рославль. 

## История
В годы Великой Отечественной войны деревня была оккупирована гитлеровскими войсками в июле 1941 года, освобождена в сентябре 1943 года. 